# Station Szczecin Zdroje
Station Szczecin Zdroje is een spoorwegstation in de Poolse plaats Szczecin.